# Nivea
Nivea (phát âm [niˈveːaː]) là một nhãn hiệu mỹ phẩm dưỡng thể chuyên về sản phẩm dưỡng da và toàn thân. Thuộc sở hữu của hệ thống công ty Beiersdorf Global AG tại Hamburg. Công ty được dược sĩ Paul Carl Beiersdorf thành lập vào ngày 28, tháng 3 năm 1882. Năm 1890, nhãn hiệu được bán cho Oscar Troplowitz. Troplowitz tiếp tục cộng tác với nhà tư vấn khoa học Paul Gerson Unna và nhà hóa học người Đức Isaac Lifschütz phát triển một loại kem dưỡng da mới. Năm 1900, Lifschütz đã phát triển nhũ tương nước trong dầu như một loại kem xoa da với Eucerit, dạng nhũ tương ổn định đầu tiên của loại này. Đây là cơ sở cho Eucerin và sau đó là Nivea. Nivea có nguồn gốc từ tiếng Latinh niveus/nivea/niveum, có nghĩa là "tuyết trắng".
Trong thập niên 1930, Beiersdorf bắt đầu sản xuất các sản phẩm như dầu tắm nắng, kem cạo râu, dầu gội, sữa rửa mặt và nước cân bằng da. Nhãn hiệu "Nivea" bị tước đoạt ở nhiều nước sau Thế Chiến II. Beiersdorf mua lại quyền thương hiệu từng bị tịch thu hoàn toàn vào năm 1997. Trong suốt những năm 1980, thương hiệu Nivea mở rộng ra thị trường toàn cầu rộng lớn.

## Lịch sử

### Trước Thế Chiến I
- 1882: Dược sĩ Paul Carl Beiersdorf thành lập công ty vào 28 tháng 3. Nivea có nguồn gốc từ Đức. Ngày của tài liệu bằng sáng chế để sản xuất thạch cao y tế được xem là ngày thành lập công ty. Paul Carl Beiersdorf sản xuất thạch cao gutta-percha trong phòng thí nghiệm của ông trên cơ sở bằng sáng chế của ông, đặt nền móng cho công nghệ thạch cao hiện đại.
- 1890: Dược sĩ Oskar Troplowitz (sinh năm 1863 tại thành phố Prussian Gleiwitz - nay là Gliwice, Ba Lan) tiếp quản công ty.
- 1893: Thoả thuận hợp tác quốc tế đầu tiên được ký kết với công ty thương mại Hoa Kỳ Lehn & Fink cho Hoa Kỳ
- 1900: Áp dụng bằng sáng chế cho Eucerit, một chất nhũ hoá. Eucerit là cơ sở cho Eucerin, sau đó là cho Nivea Creme.
- 1906: Chi nhánh ở nước ngoài đầu tiên được thành lập tại Luân Đôn.
- 1909: Labello được đưa ra thị trường. Đây là sản phẩm dưỡng môi đầu tiên đóng bao bì ống trượt. Thuật ngữ Labello có nguồn gốc từ tiếng Latin có nghĩa "môi đẹp" (labeo = môi, bello = đẹp).
- 1911: Nivea Creme – nhũ tương nước trong dầu đầu tiên được giới thiệu. Chất nhũ hoá Eucerit được làm từ lanolin, có trong len cừu và là chìa khóa cho đặc tính độc đáo của Nivea Creme.
- 1918: Cái chết của Oskar Troplowitz và cộng sự Otto Hanns Mankiewicz dẫn đến sự thành lập công ty cổ phần vào ngày 1 tháng 6 năm 1922.

### Trong thời chiến tranh

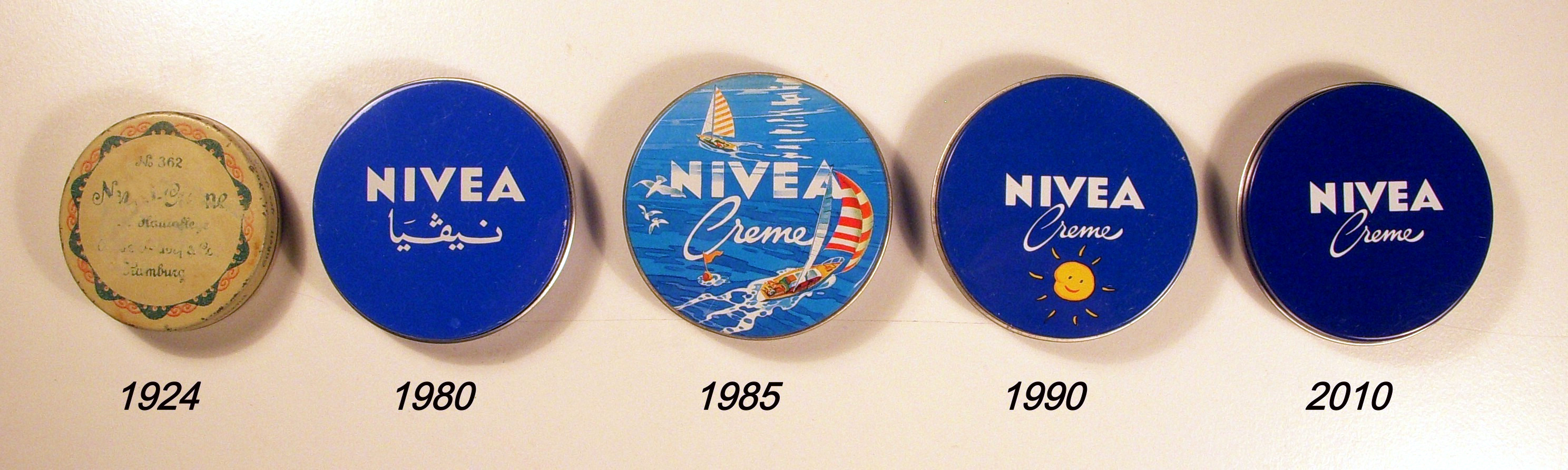
NIVEA 1924–2010.

- 1922: Willy Jacobsohn đảm nhiệm vị trí Chủ tịch Hội đồng quản trị của tập đoàn cổ phần mới thành lập. Thạch cao tự dính đầu tiên được giới thiệu dưới cái tên Hansaplast.
- 1925, Nivea sửa đổi sản phẩm kem đóng trong hộp thiếc xanh lam với logo màu trắng.
- 1925: Nivea được tái đóng gói trong bao bì màu xanh lam.
- 1928: Cổ phiếu của Beiersdorf được niêm yết trên thị trường chứng khoán Hamburg lần đầu tiên. Trên 20 địa điểm sản xuất trên toàn thế giới đã hoạt động.
- 1933: Dưới áp lực của tuyên truyền Chủ nghĩa quốc xã, các thành viên Do Thái của Ban lãnh đạo đã từ chức. Willy Jacobsohn, nguyên Chủ tịch Ban lãnh đạo, đứng đầu các chi nhánh nước ngoài từ Amsterdam đến năm 1938. Bằng cách áp dụng chính sách "chiến thuật danh dự", Ban lãnh đạo Beiersdorf, dưới sự lãnh đạo của Carl Claussen, chỉ đạo công ty thông qua thời kỳ Quốc xã. Mặc dù Beiersdorf duy trì văn hóa kinh doanh riêng của mình nhưng vẫn phải hợp tác với chế độ.[3]
- 1936: tesafilm, chất phim kết dính sáng tạo trong suốt, được đưa ra. Sau đó, năm 1941, tesa được giới thiệu là thương hiệu ô cho công nghệ tự dính.

### Thế Chiến II và nửa sau thế kỷ hai mươi

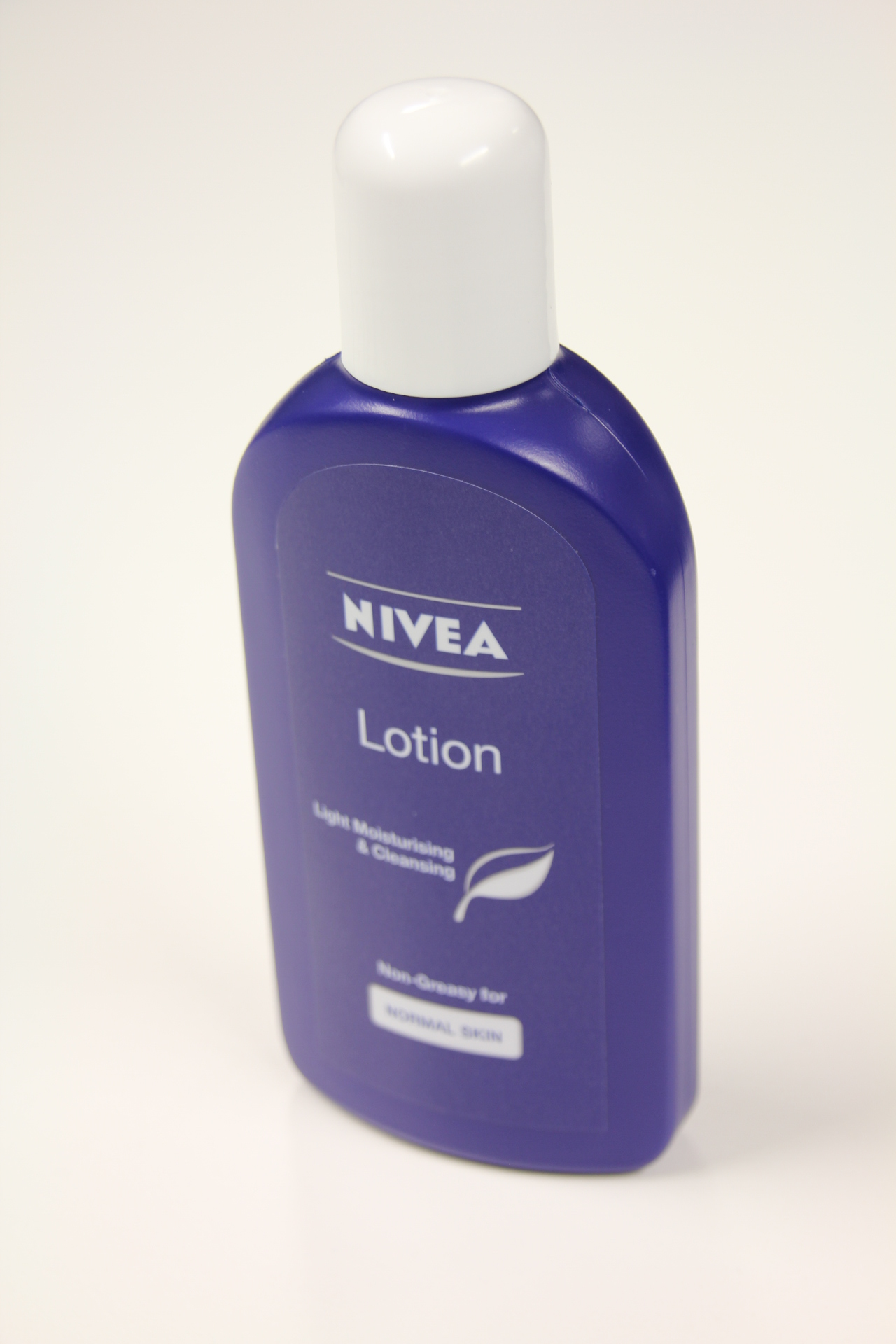
Dưỡng da Nivea

Trong Thế Chiến thứ II: Nhà quản lý tiếp thị Elly Heuss-Knapp đã tách nhãn hiệu ra khỏi hệ tư tưởng Đức Quốc Xã. Năm 1949 bà trở thành vợ của Theodor Heuss.
- 1945: Vào cuối Thế Chiến thứ Hai, phần lớn các nhà máy sản xuất Hamburg và các tòa nhà hành chính đã bị phá hủy bởi vụ đánh bom Đồng Minh.
- 1945–1949: Hầu hết các chi nhánh và thương hiệu quốc tế ở hầu khắp quốc gia, đặc biệt là ở Mỹ, Anh, Khối thịnh vượng chung, Pháp, đều bị mất. Công ty Beiersdorf bắt đầu lấy lại nhãn hiệu của mình.
- 1950: Eucerin được đưa ra thị trường. Thuốc mỡ sáng tạo này tập trung vào tầm quan trọng của lớp rào cản acid tự nhiên trên da đối với việc duy trì sức khoẻ của da.
- 1951: Xà phòng khử mùi đầu tiên được giới thiệu dưới tên 8x4. Nhãn hiệu được mở rộng thành dòng sản phẩm gia đình trong những năm 1950 và 1960.
- 1955: Beiersdorf ra mắt một loại kem bảo vệ tay trên thị trường dưới cái tên Atrix.
- 1963: Nivea sữa - Nivea Creme dạng lỏng dưới dạng nhũ tương nước trong dầu - được giới thiệu "để dưỡng da toàn thân".
- 1974: Beiersdorf đa dạng hóa kinh doanh và giới thiệu cấu trúc phân chia. Vào thời gian này, phân chia thành mỹ phẩm, y tế, dược phẩm và tesa.
- 1982: Nivea bắt đầu mở rộng vững chắc như là một nhãn hiệu dưỡng da và cơ thể thông qua số lượng lớn nhãn hiệu con với trọng tâm quốc tế. Giới thiệu Nivea Gesicht (mặt) ở Đức, Áo và Thụy Sĩ.
- 1989: Thay đổi chiến lược: Bắt đầu thực hiện quy trình định hướng chiến lược tập trung vào năng lực cốt lõi của dưỡng da, chăm sóc vết thương và công nghệ chất dính.
- 1990: Sáp nhập nhãn hiệu Juvena, được phát triển bởi phòng thí nghiệm dược phẩm Divapharma thành lập năm 1945 tại Zurich.
- 1991: Sáp nhập nhãn hiệu La Prairie. Công ty có nguồn gốc từ phòng khám La Prairie nổi tiếng ở Montreux, Thụy Sĩ.
- 1992: Khởi động chiến dịch quảng cáo Blue Harmony của Nivea. Lần cuối cùng được đặt vào năm 2005.
- 1995: Sáp nhập nhãn hiệu Futuro. Công ty được thành lập tại Ohio, Mỹ vào năm 1917 bởi Georg Jung, một người Đức, sản xuất băng ngay từ đầu. Nhãn hiệu "Futuro" với bao bì màu đen và màu vàng được phát sinh vào năm 1936.
- 1999: Chiến lược của công ty được sắp xếp hợp lý hơn nữa để tập trung vào một số ít thương hiệu tiêu dùng mạnh mẽ. Chăm sóc vết thương chuyên nghiệp và công nghệ chất dính được tạo cơ hội để giới thiệu cấu trúc tổ chức của chính họ.

### Đầu thế kỷ XXI

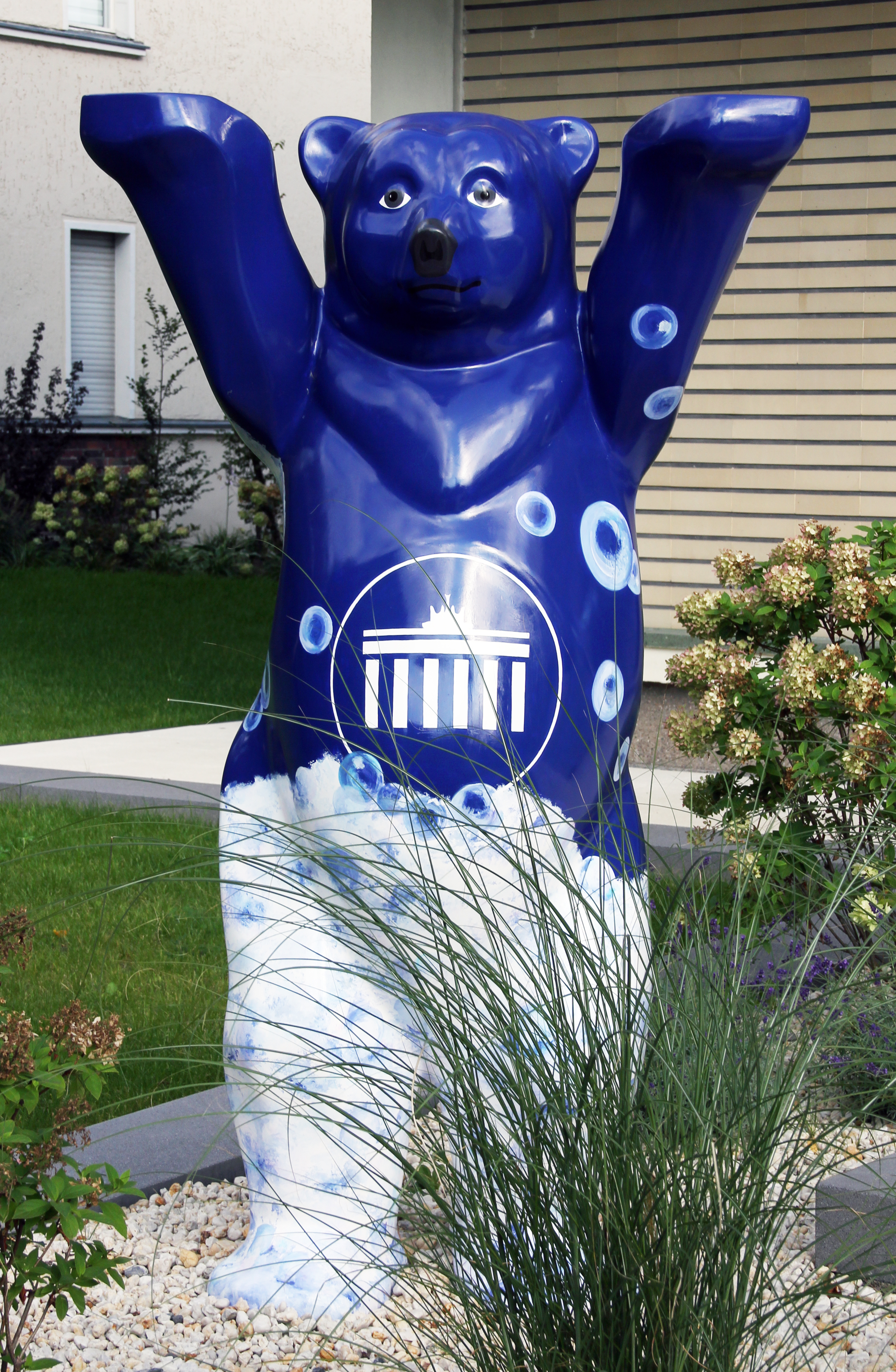
Nivea Bear, Franklinstrasse 1 tại Berlin-Charlottenburg

- 2001: Chiến lược mới cho phép tesa trở thành một chi nhánh độc lập. Tesa AG được hình thành như một công ty liên kết hoàn toàn của Beiersdorf, cho phép phản ứng linh hoạt hơn với người tiêu dùng và khách hàng công nghiệp. Chăm sóc vết thương chuyên nghiệp được tách ra phù hợp với chiến lược mới và góp phần liên doanh giữa Beiersdorf và Smith & Nephew. BSN y tế, có trụ sở tại Hamburg, được thành lập.
- 2002: Florena trở thành công ty con của Beiersdorf. Mối hợp tác này bắt đầu từ năm 1989 và được tăng cường sau khi thống nhất nước Đức.
- 2003: Một tổ chức nhóm chức năng mới tập trung vào lĩnh vực nhãn hiệu, quản lý chuỗi cung ứng, tài chính và nhân sự thay thế cho tổ chức phân chia trước đây.
- 2004: Trung tâm nghiên cứu da mới mở tại Hamburg, nhấn mạnh sức mạnh sáng tạo của nhóm Beiersdorf thành công trên toàn cầu.
- 2008: Nivea bắt đầu tài trợ cho sự kiện Quả cầu Quảng trường Thời đại vào năm mới của Tạp chí Times Square bắt đầu từ sự kiện ngày 31 tháng 12 năm 2008, cùng với hoạt động đếm ngược của Carson trong chương trình đêm giao thừa với Carson Daly.
- 2010: Nivea giới thiệu sản phẩm mới của mình, Nivea Happiness Sensation, với ca khúc "Touch" của ca sĩ kiêm nhạc sĩ Natasha Bedingfield trong quảng cáo.
- 2011:
  - Nivea tổ chức kỷ niệm "100 năm dưỡng da" với nhiều tiết mục của ca sĩ Rihanna.[4] Ca khúc "California King Bed" của Rihanna là một phần của chiến dịch thương mại "100 năm dưỡng da".[5]
  - Nivea đã bị Ủy ban Thương mại Liên bang Hoa Kỳ phạt 900.000$ vì tuyên bố sai rằng người tiêu dùng có thể giảm cân bằng cách thường xuyên thoa kem Nivea My Silhouette! lên da.[6][7]
  - Nivea xuất bản một bản đồ thế giới trên trang web của mình mà bỏ qua Israel;[8] Trung tâm Simon Wiesenthal phản đối.[9]
  - Nivea xuất bản quảng cáo làm dấy lên làn sóng chỉ trích lan rộng trên các phương tiện truyền thông trực tuyến và xã hội cho là phân biệt chủng tộc.[10][11][12][13] Quảng cáo miêu tả một người đàn ông da đen có nguồn gốc châu Phi mặc quần áo 'preppy' kiểu Mỹ, với mái tóc ngắn và khuôn mặt sạch sẽ, dường như giữ đầu được cắt tỉa có kiểu tóc xoăn rậm rối bù và tóc trên mặt không chải. Dòng chữ "Re-Civilize yourself" và người đàn ông dường như sắp sửa vứt bỏ cái gọi là tính cá nhân không văn minh. Nó xuất hiện như một phần chiến dịch mà những hình ảnh khác cho thấy đàn ông da trắng không sử dụng từ 'văn minh cải tiến'. Quảng cáo bị chỉ trích là phân biệt chủng tộc đối với người Mỹ gốc Phi, vì nó được diễn giải như ngụ ý rằng họ là những người không văn minh. Ngoài ra, khẩu hiệu của quảng cáo "cải tiến văn minh bản thân" được viết như một chỉ dẫn hoặc trật tự dành cho người đàn ông da đen; điều này có thể được giải thích như một tham chiếu đến quá khứ nô lệ của người Mỹ gốc Phi và trong quảng cáo, người da đen dường như đang thực hiện truyền dẫn/lệnh này.[14] Nivea đã phản ứng về cáo buộc phân biệt chủng tộc bằng cách thu hồi quảng cáo và đưa ra một tuyên bố thừa nhận gây ra hành vi phạm lỗi.[15]